# Geografía de Israel
La geografía de Israel es muy diversa, con regiones desérticas en el sur y montañas cubiertas de nieve en el norte. Israel se encuentra en el extremo oriental del mar Mediterráneo, en el suroeste de Asia. Israel limita al norte con el Líbano (79 km de frontera), al noreste con Siria (76 km de frontera), al este con Jordania (238 km de frontera) y Palestina (Cisjordania) (330 km de frontera), al suroeste con Egipto (255 km de frontera) y al oeste con Palestina (Franja de Gaza) (59 km de frontera). Al oeste de Israel se encuentra el mar Mediterráneo que constituye la mayoría de los 273 kilómetros de costa Israelí. Una pequeña salida (10 km) al golfo de Eilat en el mar Rojo existe en el sur.
La superficie de agua en Israel se encuentra principalmente en tres lugares: mar de Galilea (164 km²), el mar Muerto (310 km²) y el río Jordán (longitud 320 km).
Israel tiene clima mediterráneo, con veranos largos y soleados, calurosos y secos; e inviernos suaves, pero fríos en las montañas del norte.
La superficie de Israel es de aproximadamente 20 700 km², incluyendo 445 km² de aguas continentales. La extensión de Israel de norte a sur es de 424 kilómetros, y en el oeste hasta su punto más oriental, 114 kilómetros, siendo su punto más estrecho de solo 15 kilómetros.
El sur de Israel está dominado por el desierto del Néguev, que cubre unos 12 000 km², más de la mitad de la superficie total del país. Al norte del Néguev se encuentra el desierto de Judea que, en su frontera con Jordania, contiene al mar Muerto que, a -417 m s. n. m., es el punto más bajo de la Tierra.
La región central de Israel está dominada por la colinas de Judea, mientras que la costa norte y central se compone de la plana y fértil llanura costera de Israel. Al norte de esta región se encuentran las serranías del Monte Carmelo, que es continuado por el fértil Valle de Jezreel y las colinas de la región de la Galilea. Esta está bordeada por los Altos del Golán, que contiene el punto más alto de Israel, el pico del Monte Hermón, a 2224 m s. n. m. metros.

## Ubicación y límites
Israel se encuentra al norte del ecuador, aproximadamente a 31°30' de latitud norte y 34°45' de longitud este. Ocupa el 151º lugar en extensión entre los países del mundo. La distancia entre los extremos de norte a sur es de 424 km. y en su punto más ancho 114 km., de este a oeste y en su punto más estrecho, se reduce a solamente 15 km. Cuenta con una frontera terrestre de 648 km. y una costa de 273 km.
Israel limita al oeste con el mar Mediterráneo y al sur con el mar Rojo. Al suroeste se encuentra la Península del Sinaí, mientras que al este Jordania se encuentra más allá del río Jordan, del mar Muerto y del valle de la Aravá. En el límite norte se encuentra la Cordillera del Antilíbano. El asentamiento más austral de Israel es la ciudad de Eilat, mientras que el más septentrional es el concejo local de Metula. Las aguas territoriales de Israel se extienden en el mar hasta una distancia de doce millas náuticas.

## Topografía

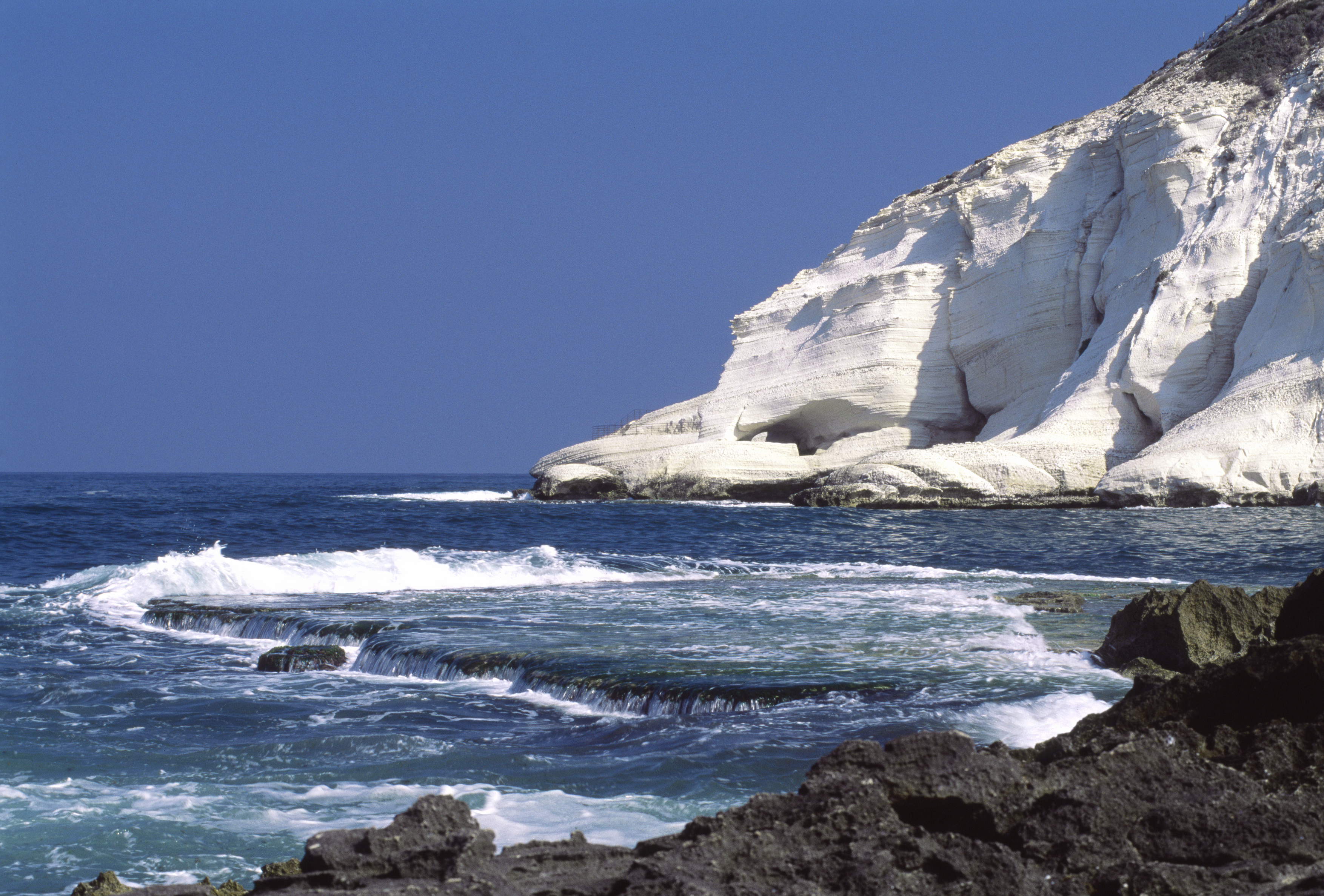
Grutas de Rosh Hanikra

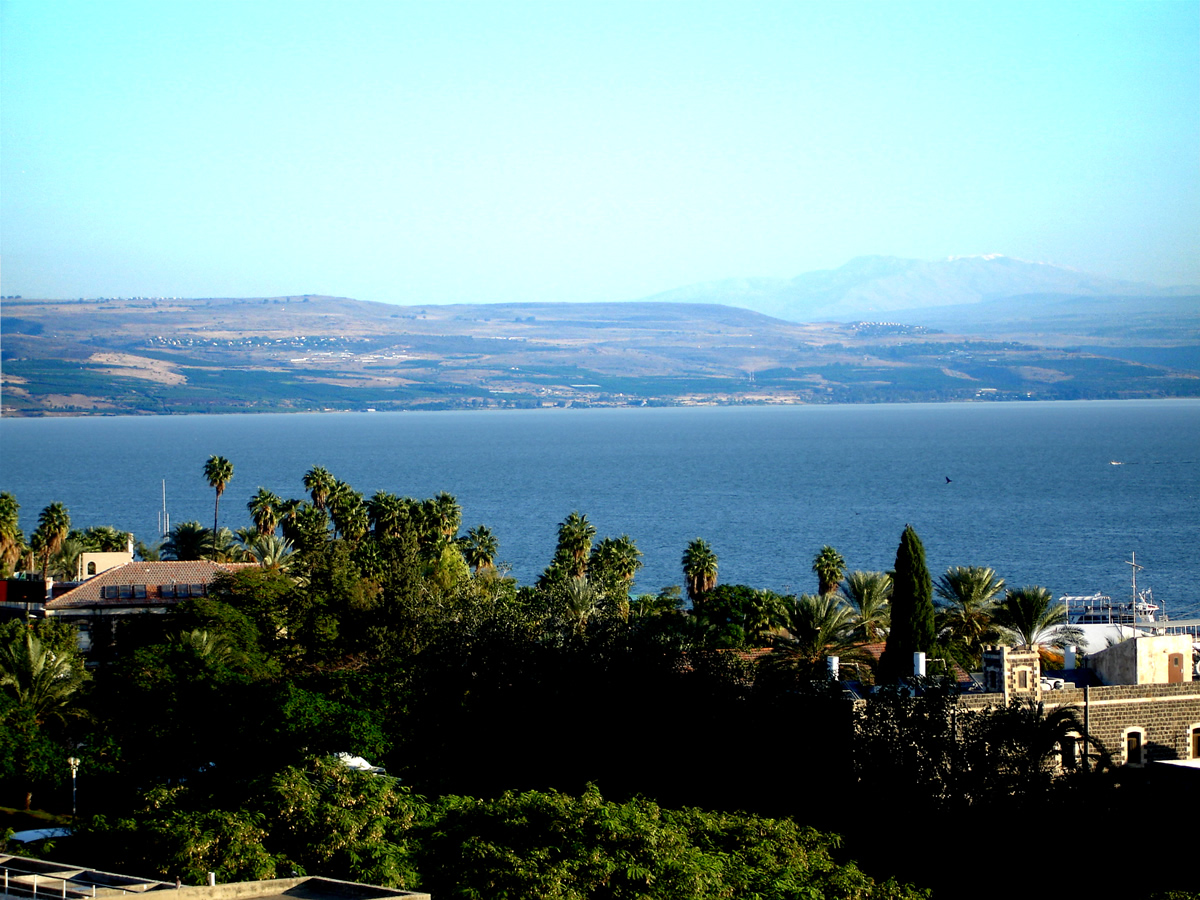
Lake Kinneret

Desierto de Néguev

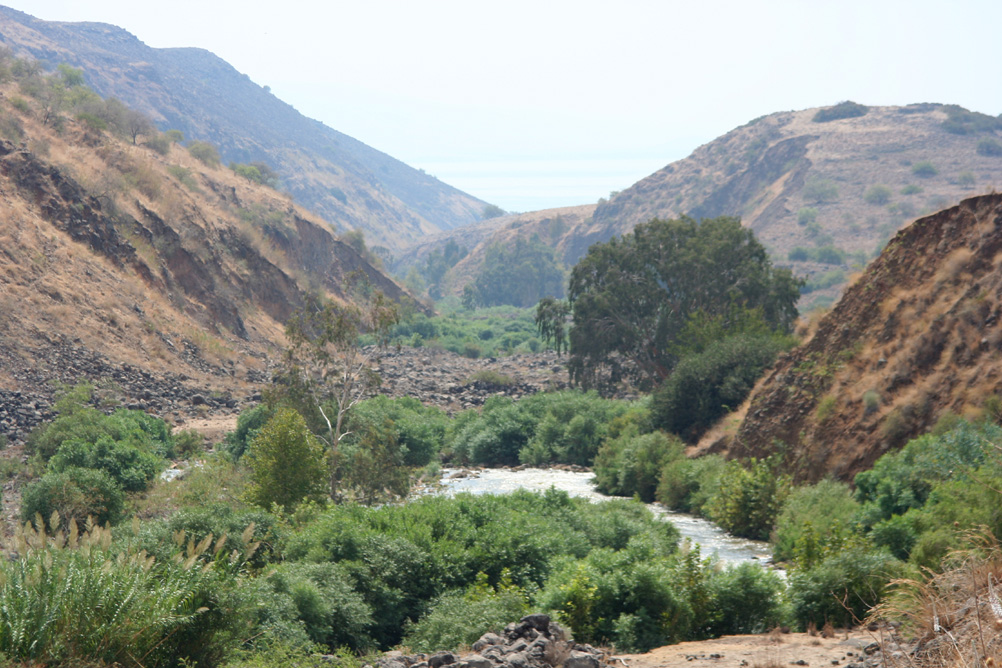
valle del Rift del Jordán

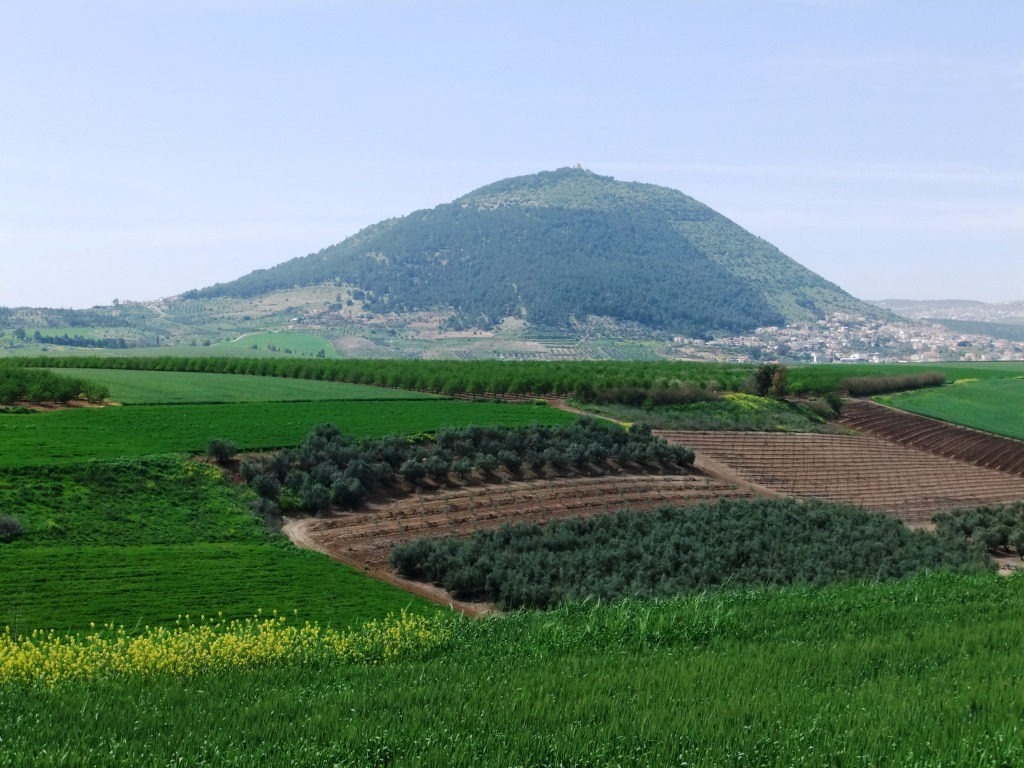
Monte Tabor

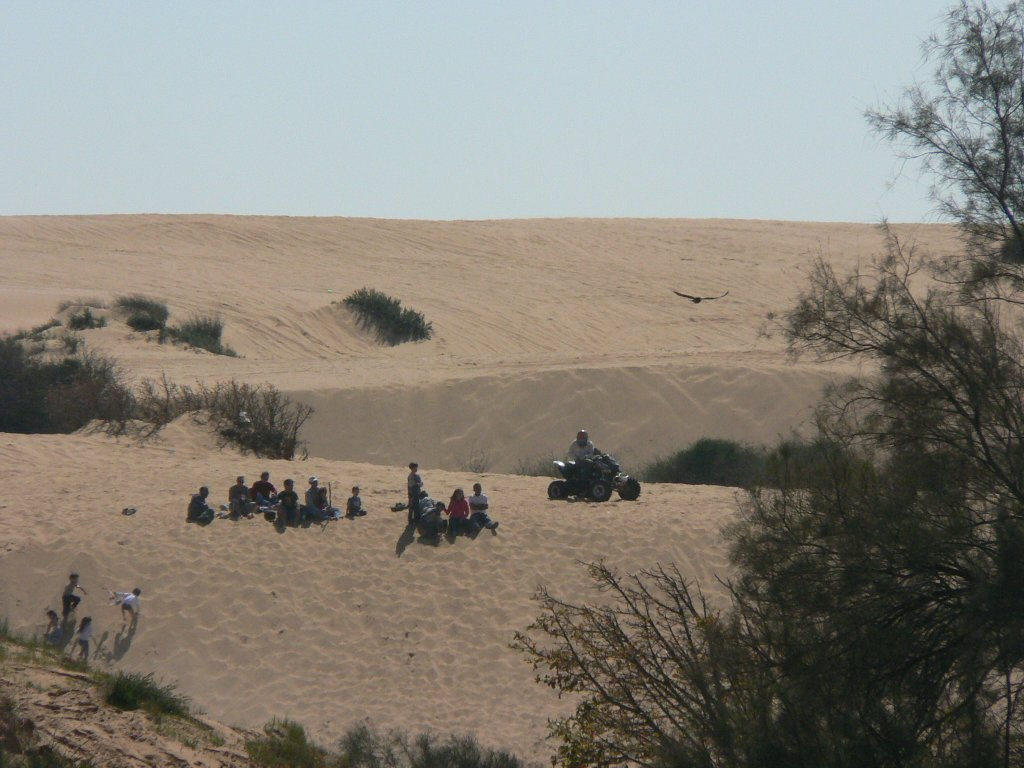
Dunas en Ashdod

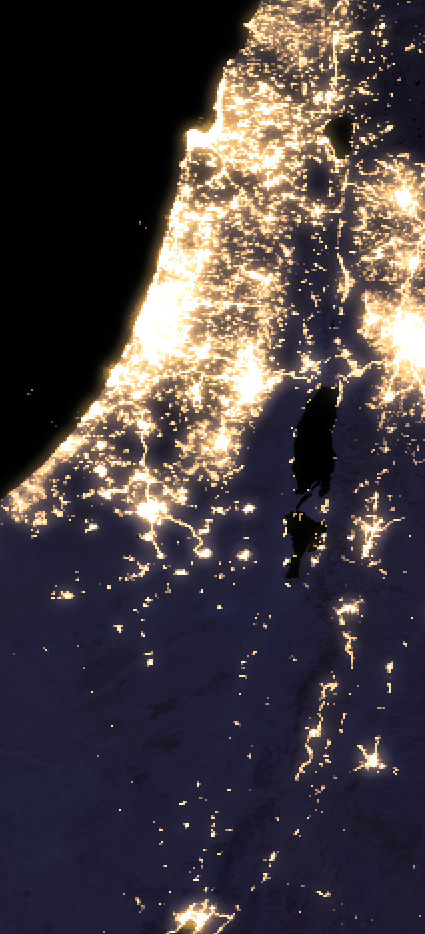
Imagen satelital de Israel en la noche

Israel se divide en cuatro regiones: tres franjas paralelas que corren de norte a sur (la Planicie Costera Mediterránea, la Cordillera Central, el Valle del Jordán –la depresión existente más profunda de la Tierra–, y el desierto de Néguev.

### Planicie costera mediterránea
Es una estrecha y arenosa faja litoral que corre paralela al Mediterráneo bordeada por fértiles campos agrícolas que se internan hasta 40 km al interior del país. En el norte, la costa se ve interrumpida por escarpados riscos de piedra arenisca y cal que caen sobre el mar. 
Esta región alberga a más de la mitad de los habitantes de Israel, e incluye importantes centros urbanos, puertos de aguas profundas, gran parte de la industria nacional, de su agricultura y de sus instalaciones turísticas.

### Cordillera central
Varias cadenas montañosas recorren el país a lo largo. En el noreste, los paisajes de los Altos del Golán, formados por erupciones volcánicas, dominan el Valle de Jule. 
Los montes de la Galilea alcanzan una altura de 500 a 1200 m s. n. m., a través de Samaria y Judea, hasta las montañas del Néguev, en el desierto meridional. Esta cadena montañosa es cortada por dos principales sistemas de valles: el Valle de Jezreel (también llamado llanura de Esdrelón) y la depresión de Beerseba.
Corrientes de agua permanentes y alta precipitación pluvial mantienen la zona verde durante todo el año. Los habitantes de la Galilea y del Golán se dedican a la agricultura, al turismo y a la industria liviana. 
El Valle de Jezreel, separa las montañas de la Galilea de las de Samaria, es la zona agrícola más rica de Israel. Se encuentran en esta región varias comunidades cooperativas (kibutz y moshav). Los montes de Judea y Samaria presentan cumbres rocosas y valles fértiles, salpicados de plantaciones centenarias de plateados olivos. 
La población se concentra principalmente en pequeños centros urbanos y grandes pueblos.
Los principales picos son:
- Monte Hermón, en el Golán con 2236 m s. n. m.;
- Monte Merón, Alta Galilea, con 1208 m s. n. m.;
- Monte Tabor, Baja Galilea, con 588 m s. n. m.;
- Monte de los Olivos, en Jerusalén, con 835 m s. n. m.;
- Monte Ramón, en el Néguev, con 1035 m s. n. m.

### Región del Valle del Jordán
El Valle del Jordán y la Aravá es la más profunda depresión existente en la Tierra. Recorre a lo largo del país en su frontera oriental. Forman parte de la gran depresión sirio-africana que agrietó la corteza del globo terráqueo hace millones de años.
En él se encuentran las principales concentraciones de aguas interiores de Israel:

#### Río Jordán
Recorre desde el norte de la Galilea hacia el sur, alimentado por las aguas del Monte Hermón, a través del Valle de Jule hasta el lago Kinéret y continúa su camino serpenteando a lo largo del Valle del Jordán hasta su desembocadura en el mar Muerto.
Su recorrido es de 203 km en línea recta, pero su longitud aumentada por sus meandros, alcanza a los 300 km, descendiendo en su trayecto más de 700 m. 
Mar de Galilea
Se encuentra a 230 m s. n. m., situado entre los montes del Golan y la Baja Galilea.
Mar Muerto
El punto continental más bajo de la Tierra, a 398 m s. n. m.
Golfo de Eilat
Uno de los brazos septentrionales del Mar Rojo.

### Regiones áridas
Ocupan más de la mitad del territorio de Israel.
Desierto de Judea
El desierto de Judea comienza al este de Jerusalén y desciende hasta el mar Muerto.
Valle de Arava
La Aravá se extiende entre el mar Muerto y Eilat
Neguev
El desierto del Neguev es una planicie y montañas calcáreas, situado en el sur de Israel.

## Bahías, lagos, mares, ríos y cabos
Otros elementos geográficos importantes son:
- Bahía de Haifa
- Mar Muerto
- Mar de Galilea
- Golfo de Áqaba
- Río Jordán
- Mar Rojo
- Mar Mediterráneo
- Nahal Amud
- Río Yarmuk

## Áreas protegidas de Israel

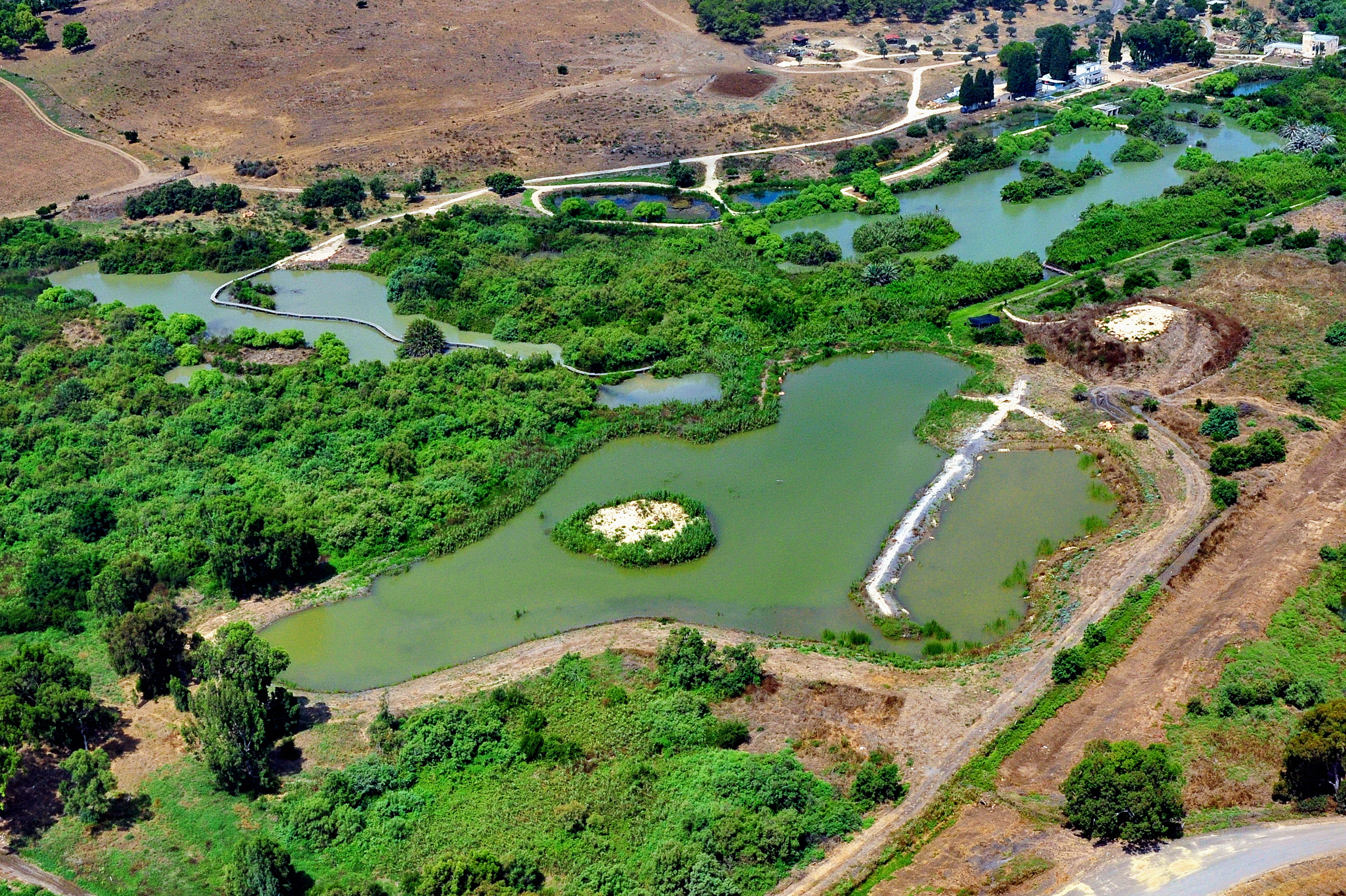
Vista aérea de Ein Afeq

En Israel hay 316 áreas protegidas que cubren 5133 km², el 25 % del territorio, y 12 km² de áreas marinas, el 0,04 % de los 27.855 km² que pertenecen al país. Entre ellas hay 238 reservas naturales y 74 parques nacionales. Además, hay 2 reservas de la biosfera de la Unesco y 2 sitios Ramsar.

#### Sitios Ramsar
- Reserva natural de En Afeq, 0,66 km², 32°51′N 35°04′E. Sitio Ramsar 867. Humedal creado como resultado del intento restaurar unas marismas drenadas. Localizado en la llanura costera, alberga un numeroso grupo de plantas y animales en peligro. Entre las especies notables destacan el cormorán pigmeo, el flamenco común y el zampullín cuellinegro. La vegetación incluye cañaverales y praderas inundables. Las actividades humanas se limitan a un programa educativo con un centro de visitantes en una fortaleza de los cruzados de 800 años de antigüedad.

- Reserva natural de Hula, 3 km² 33°04′N 035°35′E. Sitio Ramsar 868. Humedal creado por el ser humano como resultado de la restauración de parte del lago Hula, drenado, y sus humedales. Localizado en el valle del Jordán, consiste en aguas abiertas, lagunas o pozas permanentes e intermitentes con cañaverales, humedales de agua dulce y bosques de ribera. Se han limitado las actividades humanas y para preservar las praderas se han introducido búfalos. Hay un centro de visitantes con un programa educativo de conservación.

#### Reservas de la biosfera de la Unesco
- Monte Carmelo, 266 km². Creada en 2010 en un ambiente semiárido, en un medio montañoso con dos ambientes, roca y arena, entre playas en las que ponen tortugas verdes y acantilados costeros calcáreos coralinos llamados de kurkar, con zonas de dolomita y yeso. También se han detectado restos geológicos de al menos cuatro erupciones volcánicas submarinas. La biodiversidad se basa en tres áreas principales dominadas cada una por pino de Alepo, roble de Palestina y Quercus macrolepis. Destaca la presencia de salamandras. Hay azucenas y diez especies de orquídeas.[4]

- Ramat Menashe, 16,85 km²